# 10694 Lacerda
10694 Lacerda eller 1981 EH21 är en asteroid i huvudbältet som upptäcktes den 2 mars 1981 av den amerikanska astronomen Schelte J. Bus vid Siding Spring-observatoriet. Den är uppkallad efter Pedro Lacerda.
Asteroiden har en diameter på ungefär 12 kilometer.